# STAT6
Сигнальный белок и активатор транскрипции 6 (STAT6) – это человеческий ген. Белок , кодируемый этим геном, является членом транскрипционных факторов семейства STAT.
В ответ на цитокины и факторы роста члены семейства STAT фосфорилируются рецептор-ассоциированными киназами, а затем образуют гомо- или гетеродимеры, которые транслоцируются в ядро клетки, где они действуют как активаторы транскрипции. Этот белок играет центральную роль в осуществлении ИЛ4 опосредованных биологических реакций. Установлено, что он индуцирует экспрессию BCL2L1/BCL-X(L), которая отвечает за антиапоптотическую активность ИЛ4. Исследования нокаута на мышах показали роль этого гена в дифференцировке Т-хелпера 2 (Th2), экспрессии маркеров клеточной поверхности и переключении класса иммуноглобулинов.

## Взаимодействия
Было показано, что STAT6 взаимодействует с:
- CREBBP,[8][9]
- EP300,[8]
- IRF4,[10]
- NFKB1,[11]
- Коактиватор ядерного рецептора 1[9][12]  и
- SND1.[13]

## Патология
- Слияние генов
  - Рецидивирующие соматические слияния двух генов, NGFI-A-связывающего белка 2 (NAB2) and STAT6, located at chromosomal region 12q13, асположенных в хромосомной области 12q13, были идентифицированы в одиночных фиброзных опухолях.[14]
- Амплификация
  - STAT6 амплифицируется в подмножестве дедифференцированных липосарком.[15]